# Na Chan Can
Na Chan Can o Na Chan Ka'an fue un jefe maya, padre de Ix chel Ka'an, esposa de Gonzalo Guerrero, padre del mestizaje en México.